# Midtown Manhattan
Midtown Manhattan – środkowa część nowojorskiego Manhattanu, skupiająca wiele słynnych budowli, jak Empire State Building, Chrysler Building oraz miejsc, jak teatralny rejon Broadwayu, Times Square, Rockefeller Center, katedra św. Patryka, główna siedziba ONZ.
Midtown, wraz z „Uptown” i „Downtown”, jest jedną z trzech głównych części składowych Manhattanu. Midtown obejmuje teren od 31. do 59. ulicy, pomiędzy 3. i 9. aleją, który w sumie zajmuje około dwie mile kwadratowe. Wchodzący w skład Midtown „Plaza District” – termin używany przez deweloperów do określenia najdroższych sekcji Manhattanu ze względu na rynek nieruchomości, leży pomiędzy ulicami 42. i 59., co zasadniczo oznacza obszar od 3. do 6. alei.
Jako największy central business district w Nowym Jorku, Midtown Manhattan jest najbardziej ruchliwą dzielnicą handlową w Stanach Zjednoczonych. Większość nowojorskich drapaczy chmur, włączając w to najwyższe hotele i apartamentowce, znajduje się właśnie w Midtown. W biurowcach, sklepach, restauracjach i hotelach w Midtown zatrudnionych jest ponad 700 tysięcy mieszkańców miasta i jego przedmieść. Niektóre atrakcje dzielnicy, takie jak Times Square i Piąta Aleja, przyciągają do Nowego Jorku miliony turystów z państwa oraz zagranicy; z kolei 6. aleja, również na terenie Midtown, mieści siedziby trzech z czterech najważniejszych amerykańskich sieci telewizyjnych, będąc jednocześnie jednym z globalnych ośrodków wiadomości i rozrywki. Rośnie również znaczenie Midtown jako centrum świata biznesu, które obecnie ustępuje jedynie dystryktowi finansowemu w Downtown na liście najważniejszych ośrodków ekonomicznych w Stanach Zjednoczonych.
W parze z wielkim natężeniem ruchu w Midtown idą powszechne korki drogowe. Z tego powodu, w 2011 roku, władze miasta ogłosiły realizację projektu „Midtown in Motion”, obejmującego wprowadzenie nowego systemu kontroli sygnalizacji świetlnej, który ma zredukować zatory uliczne.

## Podział

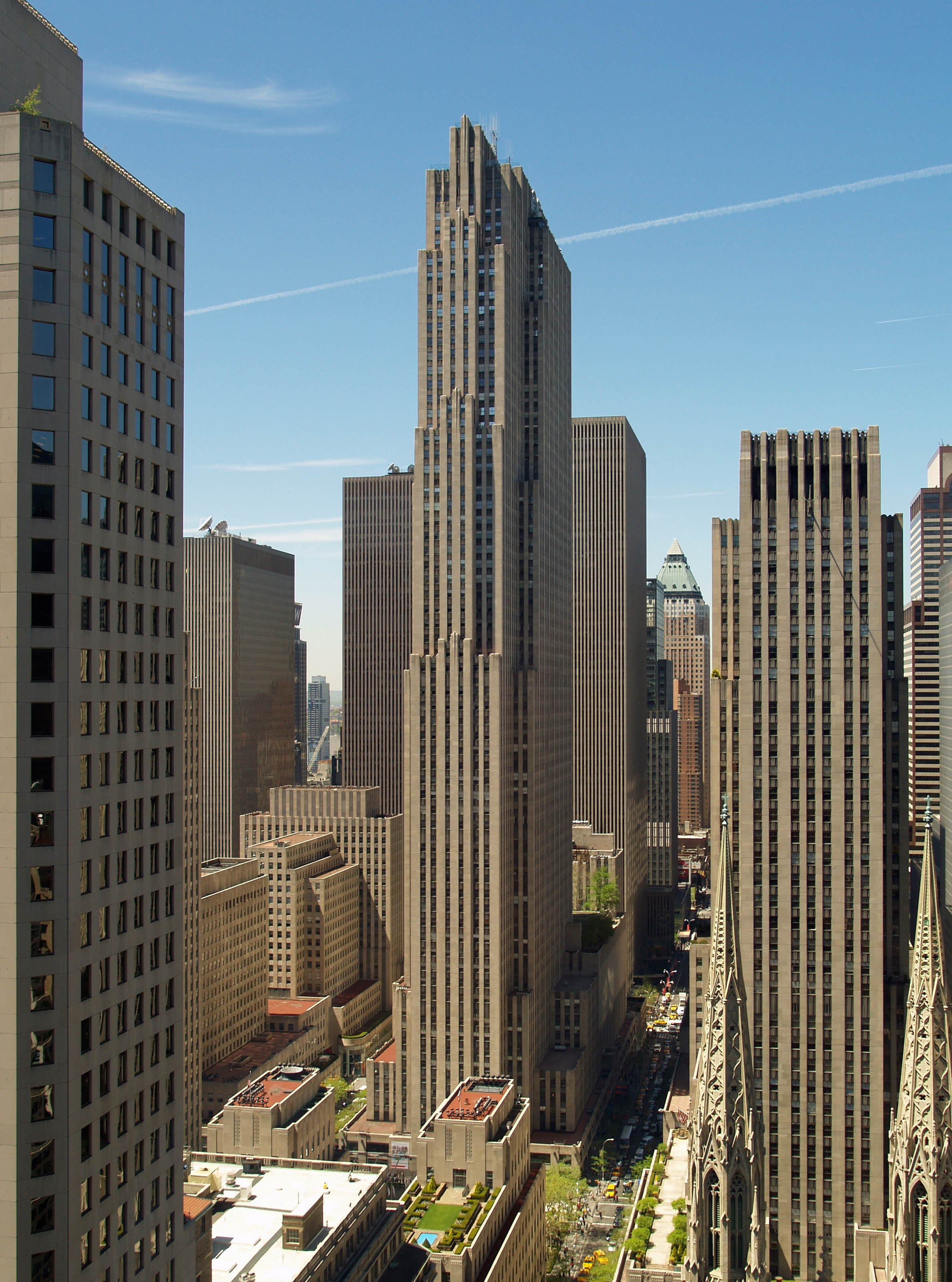
GE Building

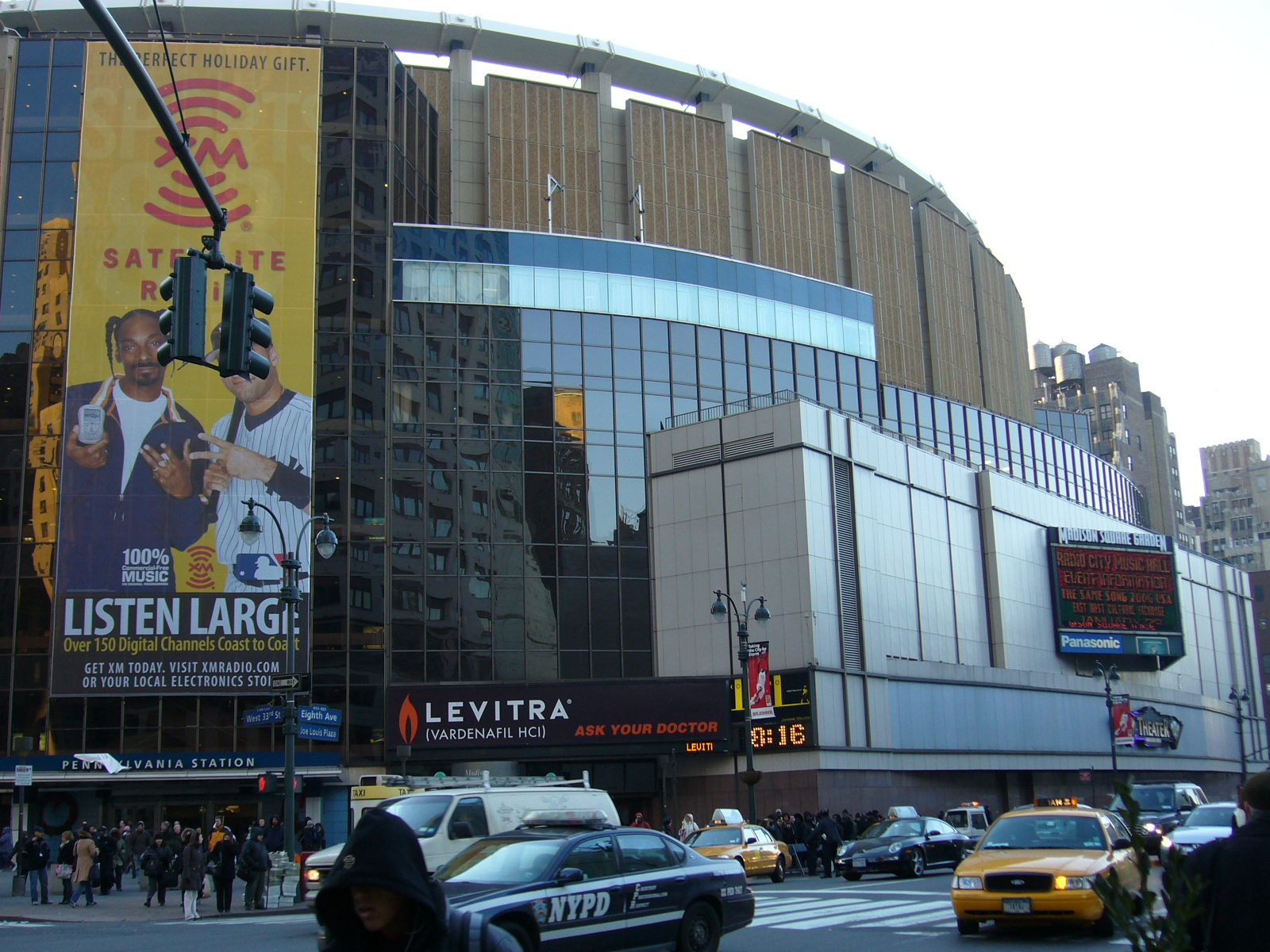
Madison Square Garden

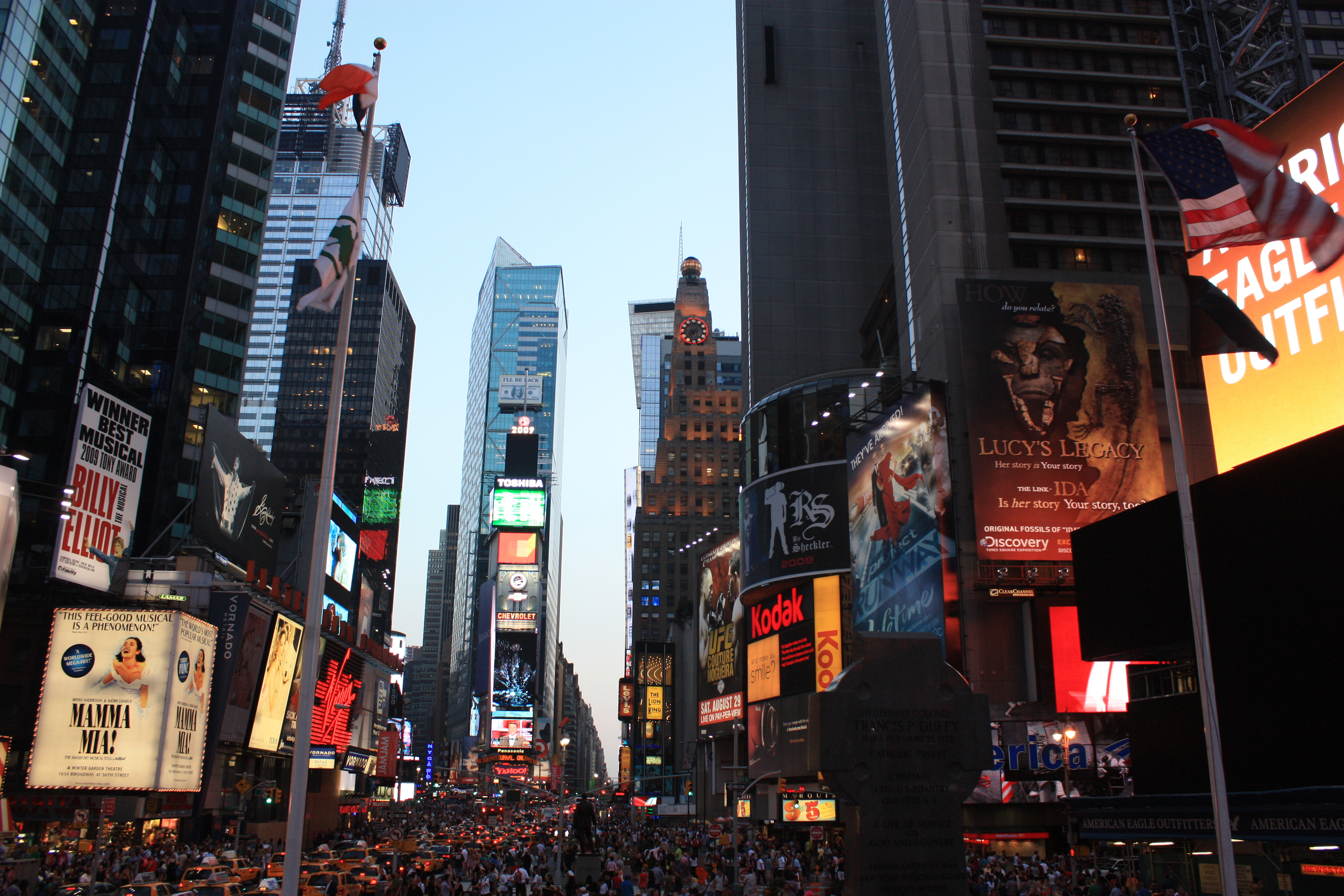
Times Square, najczęściej odwiedzana przez turystów atrakcja w Stanach Zjednoczonych

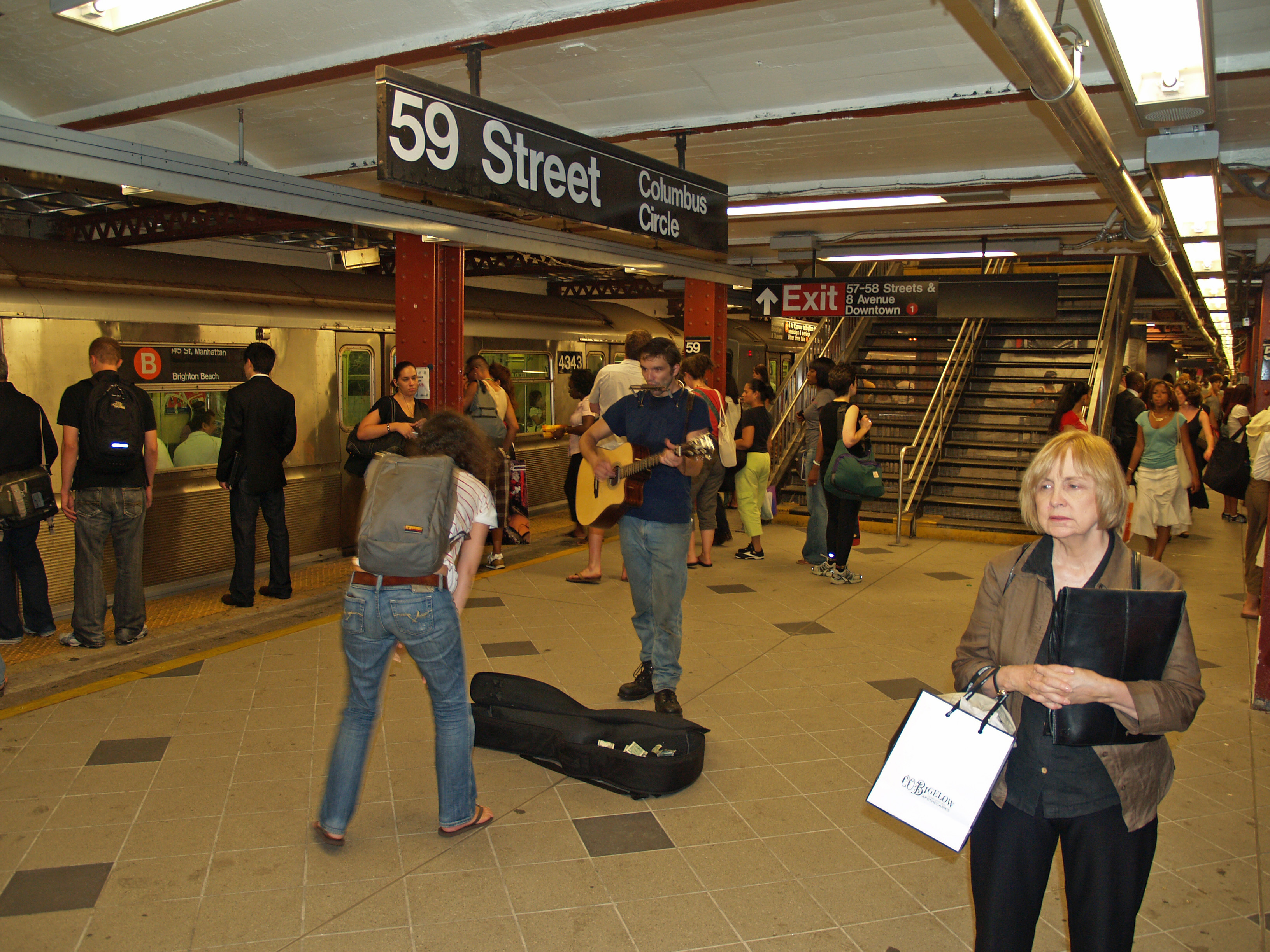
Jedna z najbardziej ruchliwych stacji metra nowojorskiego – Columbus Circle przy 59. ulicy

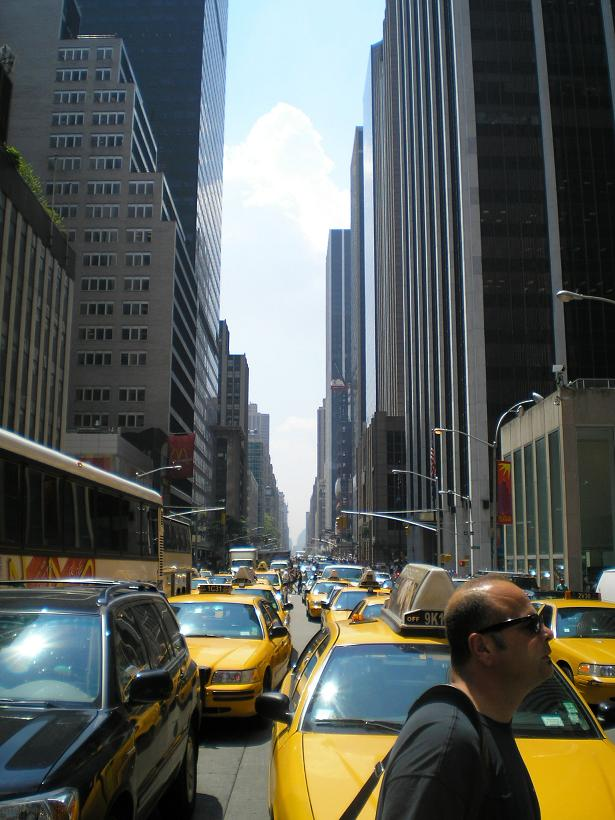
Wieżowce przy 6. alei, w sercu Midtown

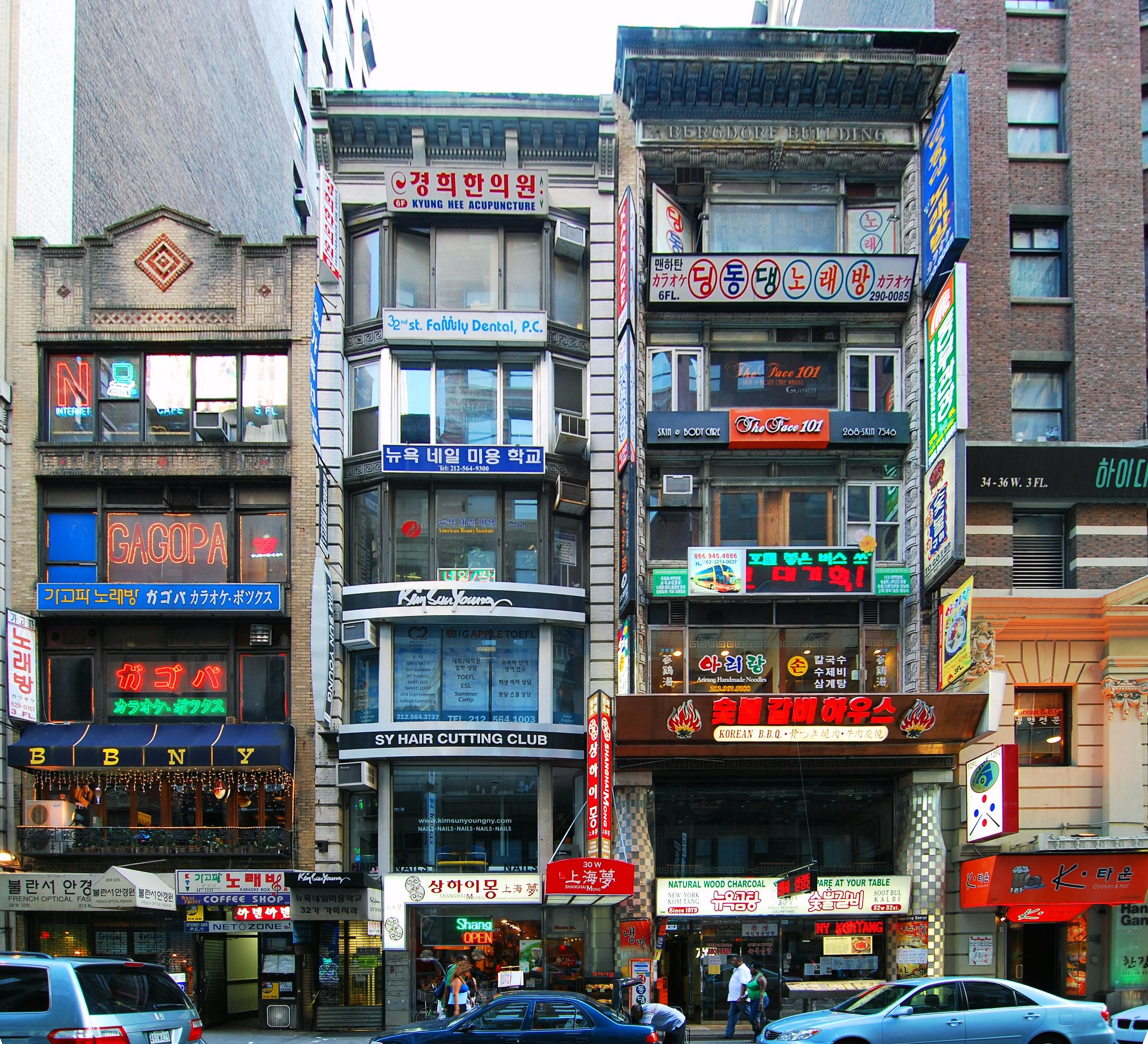
„Korea Way” przy 32. ulicy w Koreatown

Midtown w luźny sposób dzieli się na szereg mniejszych, charakterystycznych sąsiedztw, wśród których są m.in.: Hell’s Kitchen i Chelsea na West Side oraz Murray Hill, Kips Bay, Turtle Bay i Gramercy na East Side. Midtown bywa również dzielona według kryterium „West” i „East”, a także „North” i „South”.
Uproszczona, niepełna ich lista zawiera:
- Pomiędzy 59. ulicą na północy i 42. ulicą na południu, od strony zachodniej po wschodnią:
  - Hell’s Kitchen, od rzeki Hudson do 8. alei, obejmuje:
    - Theatre Row(inne języki) na West 42nd Street, pomiędzy 11. i 9. aleją,
    - obszar, gdzie Hell’s Kitchen styka się z Central Parkiem i Upper West Side przy West 59th Street, 8. alei i Columbus Circle,

  - Diamond District(inne języki), pomiędzy 5. a 6. aleją,
  - Midtown East, od 6. alei do East River, obejmuje:
    - Sutton Place(inne języki), od East 53rd Street do East 59th Street,
    - Turtle Bay(inne języki), od 53. do 42. ulicy i od Lexington Avenue(inne języki) do East River,
    - Tudor City(inne języki), od 1. do 2. alei i od East 40th Street do East 43rd Street.
- Pomiędzy 42. ulicą na północy i 34. ulicą, od strony zachodniej po wschodnią:
  - Hell’s Kitchen, od rzeki Hudson do 8. alei, obejmuje,
  - Garment District(inne języki), od 42. do 34. ulicy i od 9. do 5. alei,
  - Herald Square(inne języki), wokół intersekcji Broadwayu, 6. alei i 34. ulicy,
  - Murray Hill(inne języki), od 42. do 34. ulicy i od 5. do 2. alei.
- Pomiędzy 34. ulicą i 24. ulicą, od strony zachodniej po wschodnią:
  - Chelsea, pomiędzy rzeką Hudson i 6. aleją,
  - Koreatown, od 36. do 31. ulicy i od 5. do 6. alei,
  - Rose Hill(inne języki), pomiędzy Madison Avenue a 1. aleją,
  - Kips Bay(inne języki), od 3. alei do East River.
- Pomiędzy 24. ulicą i 14. ulicą, od strony zachodniej po wschodnią:
  - Chelsea, pomiędzy rzeką Hudson i 6. aleją,
  - Meatpacking District(inne języki), od południowo-zachodniego krańca Midtown do 15. ulicy,
  - Madison Square i Flatiron District(inne języki), obszar otaczający intersekcję Broadwayu, 5. alei i 23. ulicy,
  - Union Square(inne języki), północno-wschodnia intersekcja Broadwayu, 14. ulicy i Park Avenue South,
  - Gramercy(inne języki), od 23. do 14. ulicy i od Lexington Avenue do 1. alei,
  - Peter Cooper Village(inne języki), od 23. do 20. ulicy i od 1. alei do Avenue C(inne języki),
  - Stuyvesant Town(inne języki), od 20. do 14. ulicy i od 1. alei do Avenue C(inne języki).

Do najważniejszych zabytków i atrakcji Midtown należą m.in.:
- Empire State Building
- Museum of Modern Art
- St. Patrick’s Cathedral
- Grand Central Terminal
- New York Public Library
- Chrysler Building
- Time Warner Center
- Bank of America Tower (1 Bryant Park)
- Siedziba Główna ONZ
- Carnegie Hall
- Madison Square Garden
- Manhattan Center(inne języki)
- James Farley Post Office(inne języki)
- Pennsylvania Station
- Hotel Plaza
- Hotel Waldorf-Astoria
- Bryant Park(inne języki)
- Trump Tower
- Times Square
- Sztandarowe sklepy takich marek, jak:
  - Bergdorf Goodman(inne języki)
  - Lord & Taylor(inne języki)
  - Gucci
  - Louis Vuitton
  - Saks Fifth Avenue(inne języki)
  - Bloomingdale's(inne języki)
  - Brooks Brothers(inne języki)
  - F.A.O. Schwarz(inne języki)
  - J. Press(inne języki)
  - Macy's(inne języki)
  - Nat Sherman(inne języki)
  - Paul Stuart(inne języki)
  - Tiffany & Co.

Do najważniejszych klubów dżentelmenów, które działają w Midtown należą m.in.:
- The Brook(inne języki)
- The Century Association(inne języki)
- The Columbia University Club of New York(inne języki)
- The Cornell Club of New York(inne języki)
- The Dartmouth Club of New York
- The Harvard Club of New York(inne języki)
- The New York Yacht Club(inne języki)
- The Penn Club of New York
- The Princeton Club of New York(inne języki)
- The Racquet and Tennis Club(inne języki)
- The Joseph Lubin House of Syracuse University
- The Union League Club of New York(inne języki)
- The University Club of New York(inne języki)
- The Yale Club of New York City(inne języki)

Do ważnych ulic w Midtown zaliczyć można m.in.:
- Madison Avenue
- Fifth Avenue
- Broadway
- Park Avenue(inne języki)
- Vanderbilt Avenue(inne języki)
- 34th Street(inne języki)
- 42nd Street(inne języki)

## Gospodarka

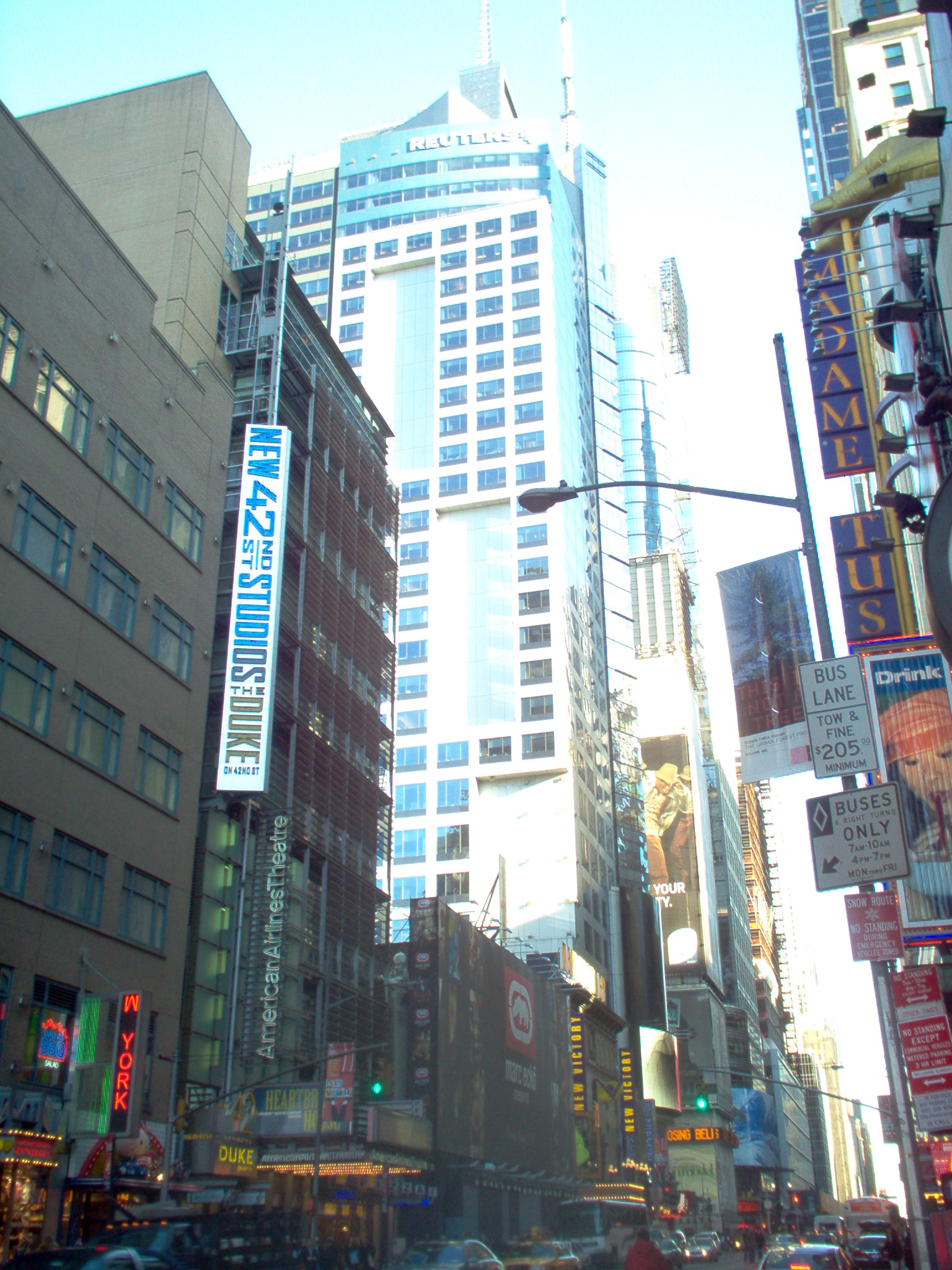
Thomson Reuters Building przy Times Square

### Siedziby korporacji
W Midtown Manhattan znajduje się szereg siedzib wielu międzynarodowych korporacji, a w tym m.in.: 4Kids Entertainment, Barnes & Noble, Bloomberg L.P., Calvin Klein, Cantor Fitzgerald, CBS Corporation, Citigroup, Colgate-Palmolive, Cushman & Wakefield, DC Comics, Deloitte, Duane Reade, Estée Lauder Companies, Foot Locker, Frederator Studios, JPMorgan Chase, Hess Corporation, Kroll Inc., L-3 Communications, Marsh & McLennan Companies, Marvel Entertainment, McGraw-Hill, MetLife, MidOcean Partners, Morgan Stanley, NBCUniversal, The New York Times Company, NexCen Brands, Pfizer, Polo Ralph Lauren, Saks Incorporated (Saks Fifth Avenue), The Sharper Image, Simon & Schuster, Six Flags, TBWA Worldwide, Thomson Reuters, Time Warner, Time Warner Cable, Univision Communications oraz Viacom.

### Działalność zagranicznych korporacji
Haier posiada swój amerykański oddział w Haier Building, położonym przy 1356 Broadway; w przeszłości budynek ten stanowił własność Greenwich Savings Bank. Sumitomo Corporation kieruje działaniami na rynku amerykańskim w siedzibie położonej przy 600 Third Avenue, 10016 w sąsiedztwie Murray Hill. Air France ma swój amerykański oddział przy 125 West 55th Street, zaś Hachette Book Group przy 237 Park Avenue. W Midtown amerykańskie centrale posiadają również Global Infrastructure Partners i El Al.

## Przedstawicielstwa dyplomatyczne
W Midtown istnieją konsulaty kilkunastu państw świata, a w tym: Argentyny, Bahamów, Chin, Kostaryki, Niemiec, Irlandii, Izraela, Jamajki, Japonii, Luksemburga, Meksyku, Maroka, Arabii Saudyjskiej, Singapuru, Republiki Południowej Afryki, Wielkiej Brytanii i Ukrainy. W Midtown Manhattan działa ponadto tajwańskie Biuro Ekonomiczne i Kulturalne Tajpej.

## Edukacja
New York City Department of Education sprawuje kontrolę nad szkołami publicznymi w Midtown Manhattan.
Nowojorska Biblioteka Publiczna prowadzi bibliotekę Mid-Manhattan Library w budynku 455 Fifth Avenue przy 40. ulicy; zarządza ona ponadto biblioteką 58th Street Branch Library, która działa na 58. ulicy, pomiędzy Park Avenue i Lexington Avenue.